# Alluvione di Derna del 2023
L'alluvione di Derna del 2023 fu causata dal catastrofico crollo di due dighe a Derna, in Libia, nella notte tra il 10 e l'11 settembre 2023, all'indomani del ciclone Daniel. Il crollo della diga provocò la fuoruscita di circa 30 milioni di metri cubi d'acqua, causando inondazioni a valle quando il Wadi Derna straripò dalle sue sponde. Le alluvioni distrussero parzialmente la città di Derna. Le stime del numero delle vittime vanno da 5.900 a 20.000 persone. L’evento fu il secondo crollo di una diga più mortale della storia, dopo il crollo della diga di Banqiao in Cina nel 1975.

## Contesto

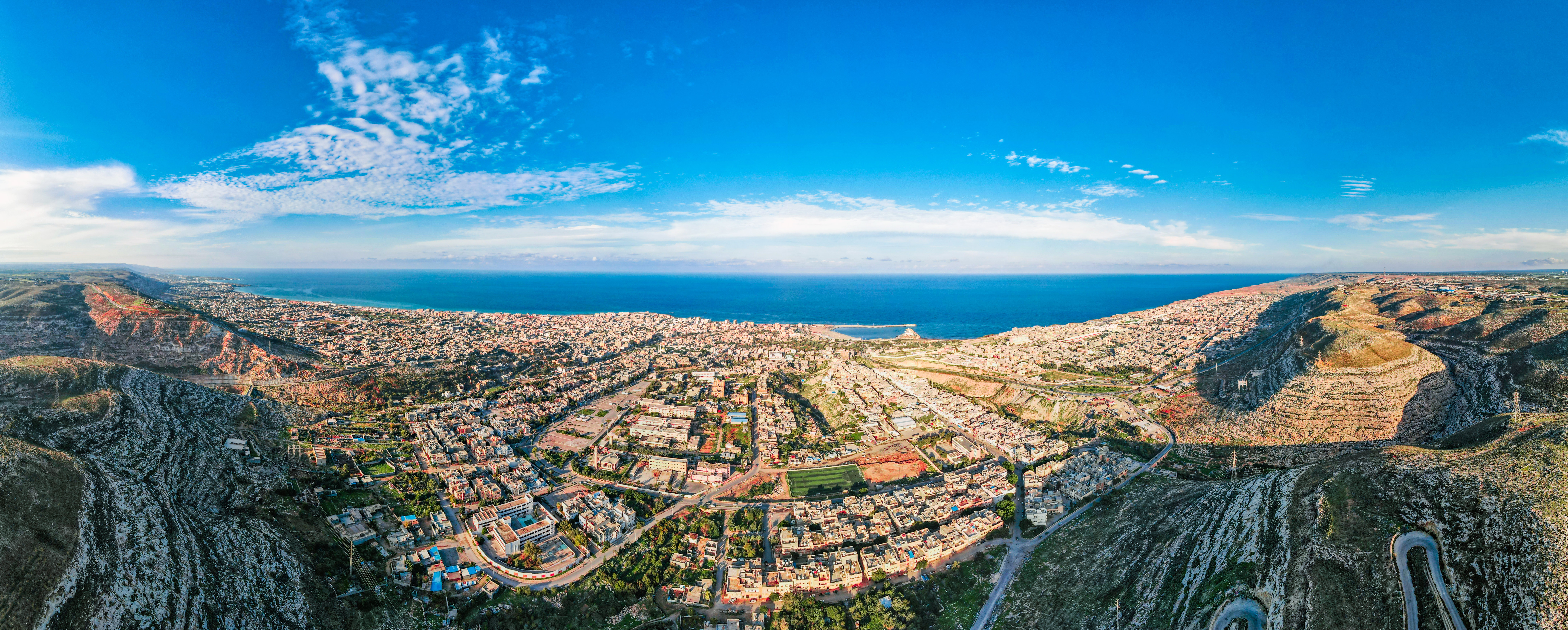
Veduta di Derna nel dicembre 2020, la seconda diga è visibile all'estremo centro-sinistra.

### Costruzione delle dighe
Le dighe crollate furono costruite sotto il governo di Mu'ammar Gheddafi dalla società jugoslava Hidrotehnika-Hidroenergetika negli anni 1970 per controllare le inondazioni, irrigare i terreni agricoli e fornire acqua alle comunità vicine. Sono state descritte come dighe in terrapieno piene di argilla con un'altezza di 75 metri (diga di Derna) e 45 metri (diga di Mansour). La diga di Mansour (o Abu Mansour) aveva una capacità di stoccaggio dell'acqua di 1,5 milioni di metri cubi, mentre la diga di Derna (o Belad) a monte aveva una capacità di 22,5 milioni di metri cubi (1,5 milioni di metri cubi secondo un'altra fonte).

### Situazione politica
La portata del disastro di Derna venne attribuita a decenni di abbandono della regione da parte e dopo il governo di Muammar Gheddafi. Per tutti gli anni 2010 la città fu un campo di battaglia, durante la guerra civile libica, il contemporaneo intervento della NATO e i conflitti tra governi rivali stabiliti dopo il rovesciamento di Gheddafi. Dopo la caduta di Gheddafi, al controllo della città si avvicendarono quattro successive autorità e, dal 2014 al 2018, la città restò sotto il dominio dello Stato islamico.

### Antecedenti
Già nel 1998 vennero segnalate crepe nelle dighe. Il vicesindaco di Derna affermò che le dighe non avrebbero avuto manutenzione dal 2002 e non sarebbero state costruite per resistere a tali volumi d'acqua. Secondo un'agenzia di revisione controllata dallo Stato, la mancanza di manutenzione sarebbe avvenuta nonostante l'assegnazione di oltre 2 milioni di euro a tale scopo nel 2012 e nel 2013. Tuttavia, un'impresa edile turca chiamata Arsel Construction Company Limited affermò di essere stata incaricata di eseguire lavori di manutenzione sulla diga e di costruirne un'altra nel 2007, e dichiarò sul suo sito web di aver completato tali lavori nel 2012.
Nel 2022, un ricercatore dell’Università Omar Al-Mukhtar di Beida, in Libia, aveva avvertito in un articolo che le dighe necessitavano di attenzione urgente, sottolineando che esisteva “un alto potenziale di rischio di inondazioni”. L'articolo invitava inoltre i funzionari a effettuare urgentemente la manutenzione delle dighe, affermando profeticamente che "(in) una grande alluvione, le conseguenze saranno catastrofiche". Il Wadi Derna è noto per essere soggetto a inondazioni, avendo subito quattro grandi inondazioni nel 1942, 1959, 1968 e 1986.

### Ciclone Daniel
Immediatamente prima del crollo della diga, il ciclone Daniel causò precipitazioni estreme nel nord-est della Libia. Tra il 4 e il 10 settembre la tempesta causò piogge torrenziali in Grecia e nei Balcani, si intensificò in un ciclone mediterraneo e si spostò a sud attraverso il Mediterraneo. Il 10 settembre il ciclone si abbatté sulla Libia, vicino alla città di Bengasi. Nella Libia nord-orientale si registrarono precipitazioni totali nell'arco di 24 ore pari a 150–240 mm e i venti raggiunsero le 70-80 miglia orarie. Daniel si spostò verso est e continuò verso l'interno prima di degenerare in un'area di bassa pressione e di dissiparsi entro il 12 settembre.

## Crollo
Prima della tempesta, ai residenti venne impedito di lasciare le proprie case dopo che le autorità avevano imposto un coprifuoco precauzionale il 10 settembre 2023.
Si ritiene che la diga di Derna, situata alla convergenza di due valli fluviali, sia crollata per prima. Le acque fuoriuscite si precipitarono verso il mare per 12 km e travolsero la diga di Mansur, che era già sotto stress a causa dell’innalzamento del livello nel suo bacino. I residenti ricordarono di aver sentito forti esplosioni nel momento in cui le dighe crollarono.
Queste acque raggiunsero la città poco prima delle 03:00 EET (UTC+2:00) l'11 settembre, come mostra un video. I video pubblicati sui social media mostravano le auto sommerse dal diluvio. Il primo ministro Osama Hamada dichiarò che i quartieri residenziali erano stati spazzati via, mentre il ministro dell'aviazione di Hamada, Hisham Chkiouat, affermò che Derna sembrava essere stata colpita da uno "tsunami". Aggiunse che il 25% della città era "scomparsa", con gran parte della città trascinata nel Mar Mediterraneo.
Gli ospedali della città divennero inutilizzabili mentre gli obitori si riempivano e fu necessario lasciare i corpi distesi sui marciapiedi e nella piazza principale della città. Più di 300 corpi vennero inviati all'obitorio di Tobruk per far fronte al sovraffollamento. Più di 1.000 corpi furono successivamente sepolti in fosse comuni. Squadre navali furono inviate per recuperare i corpi trascinati in mare dalle inondazioni. Nei giorni successivi furono ritrovati almeno 200 corpi trascinati fino a 20 chilometri da Derna. Altri sono stati trovati a più di 100 km dalla città. Una persona è stata salvata dopo essere stata ritrovata a 11 miglia nautiche al largo di Derna.

## Danni e vittime
Le stime delle vittime del disastro variano ampiamente. L'Ufficio delle Nazioni Unite per il coordinamento degli affari umanitari fornì una stima di 11.300 morti, ma in seguito ritirò tale cifra. Othman Abduljalil, all'epoca ministro della sanità del governo di stabilità nazionale libico, disse che nella sola Derna 6.000 persone erano disperse. Il sindaco di Derna, Abdulmenam Al-Ghaithi, disse ad al-Arabiya che il bilancio finale delle vittime nella città potrebbe variare da 18.000 a 20.000, equivalenti a un quinto della popolazione della città.
Solo tre dei dieci distretti della città sfuggirono all'inondazione, mentre cinque delle sette vie di accesso a Derna divennero inaccessibili. Il crollo di quattro ponti lungo il Wadi Derna divise la città in due. Un'analisi delle Nazioni Unite mostrò che più di 2.200 edifici della città erano stati allagati. Oltre 40.000 persone furono "sfollate".

## Conseguenze
Vi furono proteste ove i manifestanti richiesero il licenziamento dei funzionari del governo orientale della Libia per non aver mantenuto la diga o per non aver emesso un ordine di evacuazione. Il 18 settembre la casa del sindaco di Derna Abdulmenam al-Ghaithi fu bruciata. Il 25 settembre, al-Ghaithi e diversi altri funzionari vennero arrestati con l'accusa di cattiva gestione e negligenza in seguito al crollo della diga.

## Reazioni

### Interne
Il consiglio presidenziale libico con sede a Tripoli dichiarò zone disastrate le città di Derna, Shahhat e Bayda, mentre il Ministero della Sanità con sede a Tripoli il 12 settembre inviò a Bengasi un aereo che trasportava 14 tonnellate di attrezzature mediche, farmaci, sacchi per cadaveri e personale. La Camera dei Rappresentanti con sede a Bengasi, che controllava la maggior parte delle aree colpite, dichiarò tre giorni di lutto nazionale, così come il Governo di unità nazionale (GNU) riconosciuto a livello internazionale con sede a Tripoli guidato dal Primo Ministro Abdulhamid al-Dbeibah. Dbeibah promise un'indagine sugli estesi danni, nonché lo stanziamento di 2,5 miliardi di dinari libici (515 milioni di dollari) per aiutare a ricostruire Derna e Bengasi, mentre la Camera dei Rappresentanti rese noto un budget di quasi 2 miliardi di dollari per i soccorsi. Dbeibah annunciò l'istituzione di un meticoloso processo di valutazione per gli aiuti esteri, affermando che "accetteranno solo gli aiuti ritenuti necessari". Il 14 settembre, Dbeibah si assunse la responsabilità del crollo della diga e della mancata attuazione della sua manutenzione. Il 15 settembre, il procuratore generale libico al-Sediq al-Sour annunciò che avrebbe aperto un'indagine sul disastro di Derna. I cittadini libici risposero alle richieste di aiuto sui social media, con individui fino a Zawiya, nel territorio controllato dal governo di unità nazionale a ovest di Tripoli, che si offrirono volontari per andare a Derna per assistere i soccorsi.
I primi convogli di soccorso arrivarono a Derna alla fine del 12 settembre.
Le Nazioni Unite notarono che i governi rivali si erano coordinati tra loro per quanto riguarda gli sforzi di soccorso. Il 13 settembre una delegazione ministeriale del Governo di unità nazionale lasciò Tripoli per valutare i danni a Derna. Allo stesso tempo, emersero notizie secondo cui l’Esercito nazionale libico, comandato da Khalifa Haftar, avrebbe impedito ai giornalisti di entrare in città e confiscato i loro telefoni. Lo stesso Haftar promise promozioni ai soldati che avrebbero partecipato ai soccorsi.
Il 13 settembre, le autorità della città di Tocra, a ovest di Derna, consigliarono l'evacuazione dopo aver avvertito che una diga nella zona era a rischio di crollo.
Il 14 settembre il porto di Derna fu riaperto alle navi con un pescaggio non superiore a 6,5 metri che trasportavano aiuti umanitari, mentre l'elettricità fu ripristinata nella parte occidentale della città. Lo stesso giorno, il servizio di ambulanza e di emergenza libico annunciò che i restanti residenti di Derna sarebbero stati evacuati e che la città sarebbe stata chiusa a tutti ad eccezione delle squadre di ricerca e soccorso. L'agenzia libica per il controllo delle malattie riferì il 15 settembre che almeno 150 persone avevano contratto la diarrea a Derna dopo aver bevuto acqua contaminata.

### Internazionale
Il presidente egiziano Abdel Fattah el-Sisi affermò che avrebbe dispiegato l'esercito del paese in coordinamento con le forze della Libia orientale per aiutare nelle operazioni di soccorso. Inoltre, dichiarò tre giorni di lutto nazionale per le vittime delle inondazioni e del terremoto marocchino del 2023 dell'8 settembre. Una delegazione militare guidata dal capo di stato maggiore delle forze armate Osama Askar si recò nella Libia orientale il 12 settembre per incontrare Khalifa Haftar. La delegazione comprendeva 25 squadre di soccorso e tre aerei militari che trasportavano forniture umanitarie. I corpi di 84 egiziani morti a Derna vennero rimpatriati da Tobruk e sepolti il 13 settembre.
A seguito di una richiesta del presidente del Consiglio presidenziale libico, Mohamed al-Menfi, l'Algeria inviò otto aerei Ilyushin Il-76 trasportando aiuti umanitari che includevano scorte di cibo, attrezzature mediche, vestiti e tende.
Il 12 settembre l'Italia attivò i suoi dipartimenti di protezione civile, e il ministro degli Esteri Antonio Tajani dichiarò che era in arrivo una squadra di valutazione dei danni. Anne-Claire Legendre, portavoce del ministero degli Esteri francese, annunciò che il Paese era pronto a rispondere alle richieste del governo libico. Il capo della politica estera dell'UE, Josep Borrell, affermò che l'organizzazione era pronta a fornire sostegno, mentre la presidente della commissione, Ursula von der Leyen, espresse le sue condoglianze. Successivamente gli Stati membri Germania, Romania e Finlandia inviarono aiuti. L'Organizzazione Mondiale della Sanità inviò in Libia una spedizione composta da 40 tonnellate di aiuti. Le Nazioni Unite stanziarono 10 milioni di dollari per i soccorsi in caso di calamità.
Anche Tunisia, Qatar, Iran, Malta, Turchia ed Emirati Arabi Uniti promisero assistenza umanitaria alla Libia.
Nelle settimane successive al disastro, numerosi giornalisti riferirono di grandi difficoltà ad entrare in città, di essere respinti negli aeroporti o di aver bisogno di un'autorizzazione per entrare. Molti soccorritori subirono restrizioni simili.
I cedimenti delle dighe aumentarono la consapevolezza del rischio di crolli delle dighe in tutto il mondo. Particolare attenzione fu riservata alla diga di Mullaperiyar in India, a rischio di crollo.